# 車英花
車英花（韓語：차영화；1990年1月8日（有爭議）—）是朝鮮的體操運動員，專長於高低杠。她在2007年世界競技體操錦標賽擊敗了因為出生年問題的洪秀貞，代表北韓參加2008年夏季奧運會。
早在2006年亞運會，車英花已取得團體銀牌及個人項目的高低杠銅牌。到2008年亞洲體操錦標賽，車英花亦在高低杠取得銀牌。
2008年夏季奧運會，車英花參加了多個項目，包括有鞍馬、高低杠及平衡木。在資格賽中，她取得15.175，在高低桿排名第12位，成為決賽的第三後補代表。
2009年，車英花參與競逐2009年在塞爾維亞首都貝爾格萊德舉行的夏季世界大學生運動會，取得團體銅牌及高低杠銀牌。同年稍後，她參與2009年世界競技體操錦標賽女子高低杠决赛，在預賽中以15.025分排名第三，取得決賽參賽資格，結果總成積排第五。
2014年9月17日，國際體操總會（Fédération Internationale de Gymnastique，簡稱FIG）指出，由於朝鮮代表隊以假的護照謊報車英花的真實年齡，所以車英花遭到總會採取紀律行動，禁止在2015年底前參加任何國際比賽的，包括當時還只有數天距離就開幕的2014年仁川亚运会，車英花的出賽資格也立即被取銷。此外，車英花還被追回自2006年8月以來所獲得的所有獎牌。車英花已經是朝鮮第三位因為謊報體操運動員年齡而被國際體操總會紀律處分。

## 外部連結
- Cha Yong-Hwa在国际体操联合会的相关介绍